# Kraftwerkskomplex Meghnaghat
Der Kraftwerkskomplex Meghnaghat befindet sich im Distrikt Narayanganj, Division Dhaka, Bangladesch und liegt am Fluss Meghna, ca. 22 km südöstlich der Hauptstadt Dhaka. Er besteht aus zwei GuD-Kraftwerken. Mit Stand Juni 2023 beträgt die installierte Leistung 927 MW.

## Kraftwerke
Der Eigentümer Summit Power International (SPI) gibt als installierte Leistung des Kraftwerkskomplexes 927 MW an, die sich aus der installierten Leistung des Kraftwerks Meghnaghat (337 MW) und des Kraftwerks Meghnaghat II (590 MW) zusammensetzt.

### Kraftwerk Meghnaghat
SPI gibt als installierte Leistung des Kraftwerks 337 MW (Betrieb mit Erdgas) bzw. 315 MW (Betrieb mit anderen Brennstoffen) an; andere Angaben zur installierten Leistung sind 335 MW. Das Kraftwerk besteht aus einem Block. Die folgende Tabelle gibt einen Überblick:
| Block | GT/DT | Max. Leistung (MW) | Betriebsbeginn | Turbine | Generator | Dampfkessel | Status     |
| ----- | ----- | ------------------ | -------------- | ------- | --------- | ----------- | ---------- |
| 1     | GT    | 110                | Oktober 2013   | GE      | GE        | Hangzhou    | in Betrieb |
| 1     | GT    | 110                | Oktober 2013   | GE      | GE        | Hangzhou    | in Betrieb |
| 1     | DT    | 115                | Februar 2015   | Harbin  |           |             | in Betrieb |

Der Block besteht aus zwei Gasturbinen sowie einer nachgeschalteten Dampfturbine. An die Gasturbinen ist jeweils ein Abhitzedampferzeuger angeschlossen; die Abhitzedampferzeuger versorgen dann die Dampfturbine.
Die beiden Gasturbinen vom Typ GE PG9171E-3 wurden von General Electric geliefert; sie können sowohl mit Erdgas als auch mit flüssigen Brennstoffen betrieben werden. Die beiden Abhitzedampferzeuger wurden von Hangzhou Boiler geliefert und die Dampfturbine von Harbin Turbine Co. Ltd. Die beiden Gasturbinen nahmen den kommerziellen Betrieb am 29. Mai 2014 auf; die Dampfturbine folgte am 1. Juni 2015.

### Kraftwerk Meghnaghat II
SPI gibt als installierte Leistung des Kraftwerks 590 MW (Betrieb mit Erdgas) bzw. 541 MW (Betrieb mit anderen Brennstoffen) an; andere Angaben zur installierten Leistung sind 583 MW. Das Kraftwerk besteht aus einem Block. Die folgende Tabelle gibt einen Überblick:
| Block | GT/DT | Max. Leistung (MW) | Betriebsbeginn | Turbine | Generator | Dampfkessel | Status |
| ----- | ----- | ------------------ | -------------- | ------- | --------- | ----------- | ------ |
| 1     | GT    |                    |                | GE      | GE        | GE          | in Bau |
| 1     | DT    |                    |                | GE      | GE        |             | in Bau |

Der Block besteht aus einer Gasturbine sowie einer nachgeschalteten Dampfturbine. An die Gasturbine ist ein Abhitzedampferzeuger angeschlossen, der die Dampfturbine versorgt. Die Gasturbine vom Typ GE 9HA.01 wurde von General Electric Ende Mai 2021 geliefert. Die Gasturbine kann in 12 Minuten auf volle Leistung gebracht werden.

## Eigentümer
Das Kraftwerk Meghnaghat ist im Besitz der Summit Meghnaghat Power Company Limited (SMPCL) und wird auch von SMPCL betrieben. Das Kraftwerk Meghnaghat II ist im Besitz der Summit Meghnaghat II Power Company Limited (SMIIPCL) und wird auch von SMIIPCL betrieben. SMPCL ist eine Tochter der in Singapur ansässigen Summit Power International (SPI). SMIIPCL ist ein Joint Venture, an dem SPI mit 80 % und General Electric mit 20 % beteiligt sind.

## Sonstiges
Die Kosten für die Errichtung des Kraftwerks Meghnaghat werden mit 319 (bzw. 345) Mio. USD angegeben, die Kosten für die Errichtung des Kraftwerks Meghnaghat II mit 500 (bzw. 510) Mio. USD.
Der erzeugte Strom des Kraftwerks Meghnaghat II wird gemäß einem Power Purchase Agreement (PPA) zwischen SMIIPCL und dem Bangladesh Power Development Board (BPDB) für 22 Jahre an BPDB verkauft. General Electric schloss einen Vertrag über 22 Jahre zur Instandhaltung der Turbinen ab. Während des Baus von Meghnaghat II waren zeitweise mehr als 1100 Personen auf dem Gelände beschäftigt.